# Edmond Tapissier

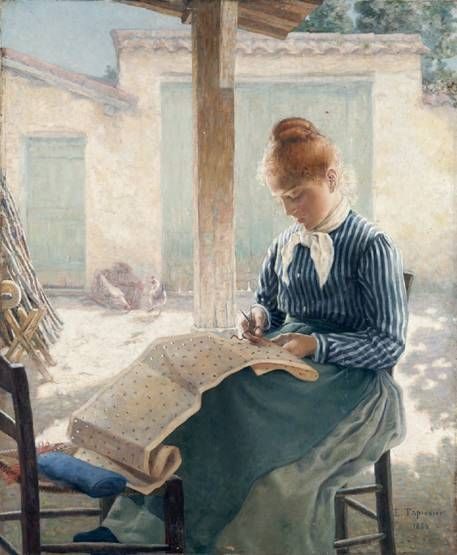
La Dentellière 1889

Edmond Anne Antoine Tapissier (* 14. Juli 1861 in Lyon, Département Rhône; † 27. April 1943 in Treignac, Département Corrèze) war ein französischer Maler und Illustrator.

## Leben
Tapissier entstammte einer wohlhabenden Kaufmannsfamilie; sein Vater war Seidenhändler. Seinen ersten künstlerischen Unterricht erhielt er ein seiner Heimatstadt im Atelier von Jean-Baptiste Chatigny. Durch dessen Unterstützung wurde er später an der Académie Colarossi in Paris als Schüler aufgenommen.
Von dort wechselte er an die Académie Julian und wurde schließlich an der École des Beaux-Arts Schüler von Alexandre Cabanel und Fernand Cormon.
Mit 41 Jahren heiratete Tapissier Jeanne Bonin aus Treignac, wo sich das Ehepaar später auch niederließ. Zuvor unternahm er einige Studienreisen nach und durch Griechenland, Italien, Russland, Türkei und dem Nahen Osten.

## Rezeption
Einige seiner Werke signierte Tapissier mit dem Pseudonym „E. Tap“ bzw. „Émile Tap“ und „Rose Candide“; seine Ölbilder tragen nahezu alle seinen eigenen Namen.

## Ehrungen
- 1927 Ritter der Ehrenlegion

## Werke (Auswahl)
E. Tap

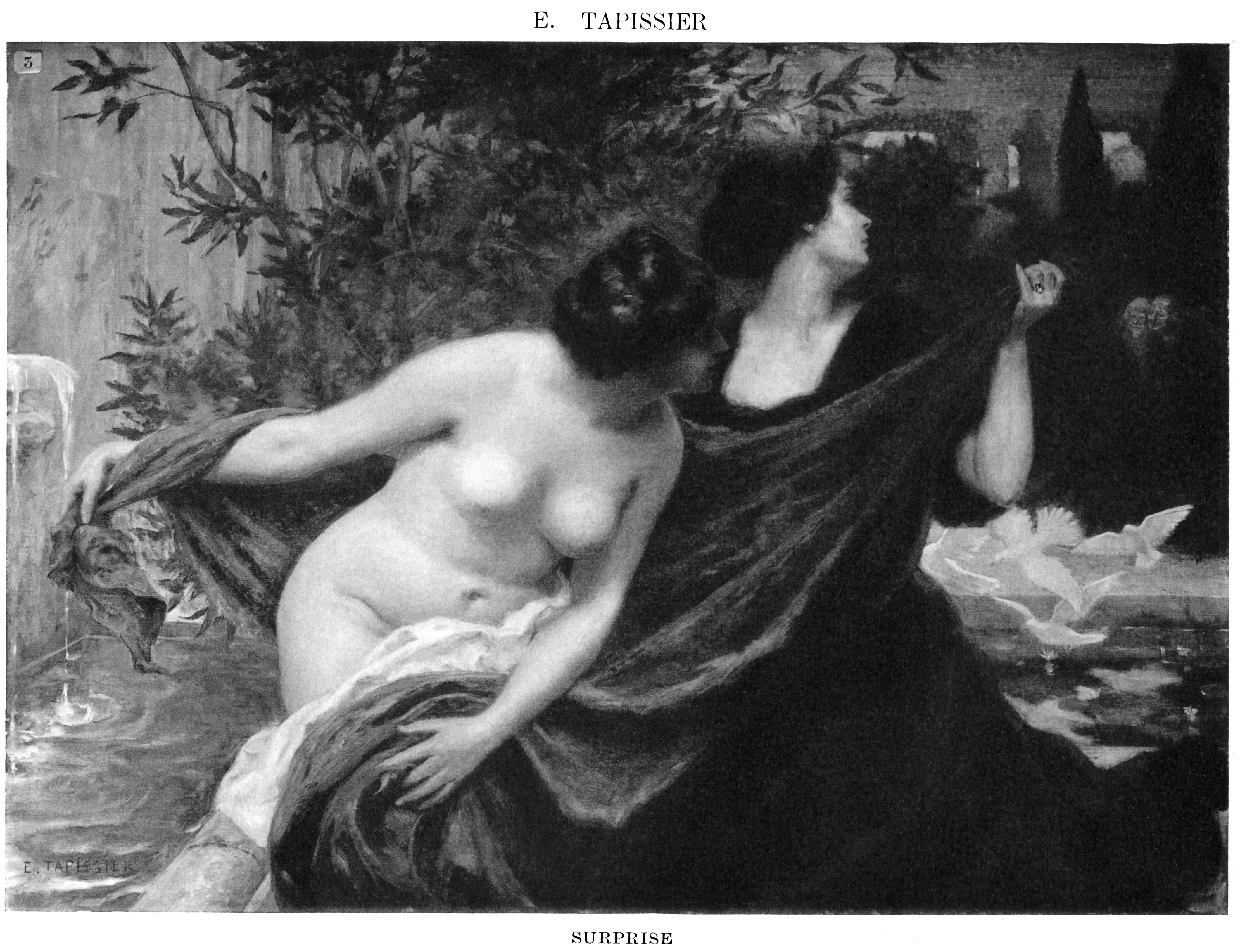
Surprise, in „Le Nu au Salon“ bei Prosa von Paul Armand Silvestre, Paris, 1901

- Charles Perrault: Le petit Poucet.
- Charles Perrault: La belle au bois dormant.
- Maurice Halle: Par la grand' route et les chemins creux.

Rose Candide
- George Le Cordier: Sam et Sap.
- Charles Perrault: Barbe-bleu.
- Maurice Bauche (Hrsg.): Les fables de Florian.